# Гігантоманія

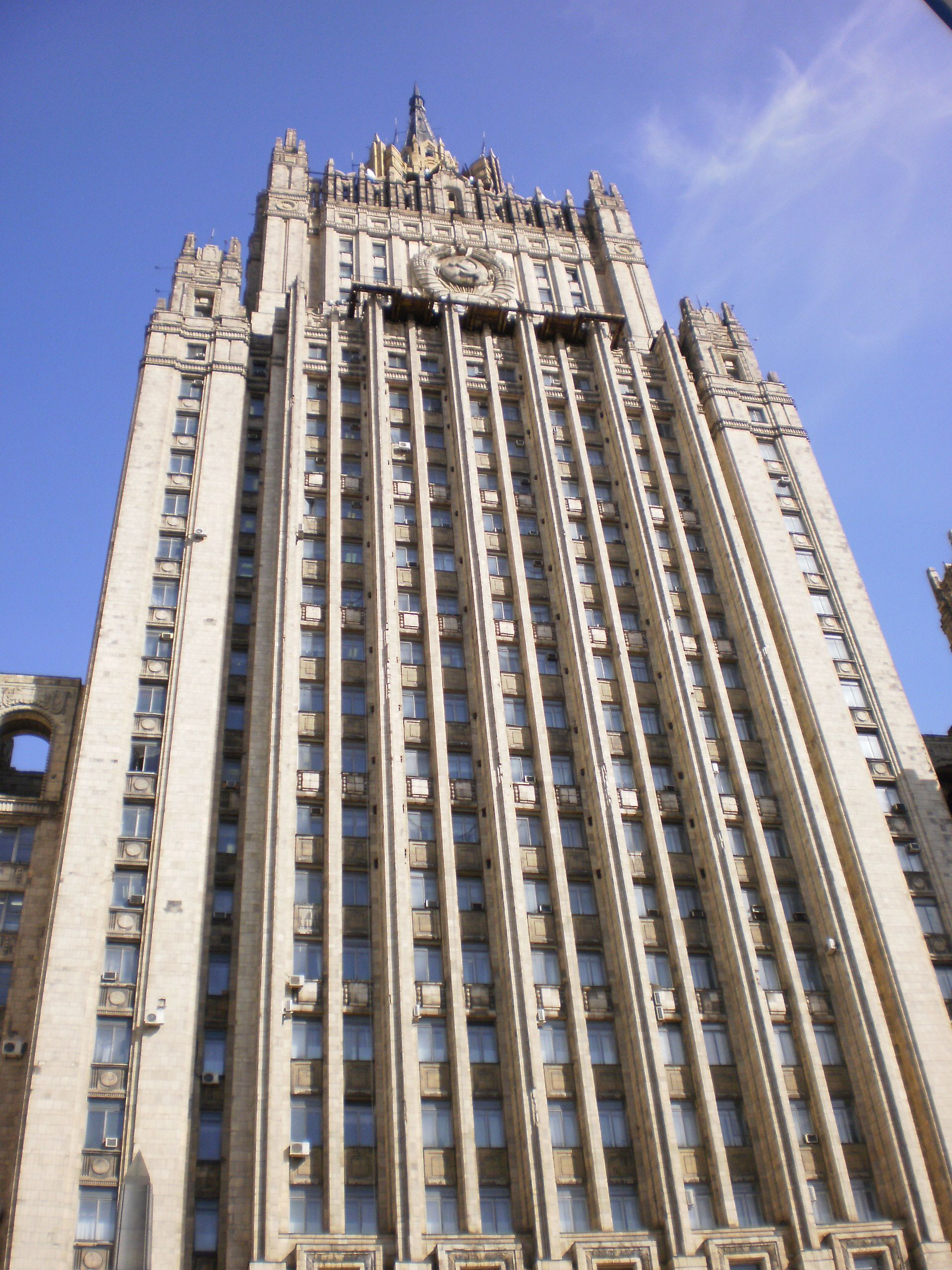
Будівля Міністерства закордонних справ Росії, побудована у 1948—1953 рр.

Гігантома́нія — ірраціональне захоплення величезними розмірами, особливо в спорудах, машинах; хворобливе прагнення, потяг до величезного, грандіозного. Гігантоманія є характерною рисою авторитарних і тоталітарних держав (СРСР, нацистська Німеччина, фашистська Італія, КНР).

## Ознаки
Гігантоманія притаманна авторитарним режимам і найбільше проявляється у величезних будівлях, поряд з якими людина виглядає знеособленою. Тому це часто будівлі, в яких чи поряд з якими збирається багато людей: житлові масиви, метро, урядові будівлі. Гігантські споруди як відображають зусилля чиновників та інженерів, так і публічно демонструють силу, славу та легітимність режиму. Архітектурна гігантоманія формує та спрямовує переконання громадян в купі з кіно, ЗМІ, системами громадського транспорту, пам'ятниками.
Більшість авторитарних режимів послуговуються централізованою плановою економікою та командним підходом до розподілу ресурсів на основі вподобань планувальників, а не споживачів. Вони використовують різні кампанії з заклику і примусу до підвищення продуктивності праці робітників за відсутності матеріалу для заохочення; часто підтримують прикладну науку та інженерію. Тому за авторитарних режимів гігантоманські проєкти нерідко мають стосунок і до промисловості.

## У стародавньому світі
Потяг до гігантоманії мала вже архітектура Стародавнього Єгипту. В XIII ст. до н. е., за Рамсеса II та його послідовників будувалися колосальні статуї правителів, призначені вражати пропорціями та величчю. Так, статуя Рамсеса II з храму на острові Елефантіна зображує фараона в подвійній короні об'єднаного Єгипту з жезлом і батогом в руках.
Споруди елліністичної доби часто вирізнялися тягою до колосальності. Це стосується в першу чергу монументальних вівтарів — вівтаря Гієрона II в Сіракузах і особливо вівтаря Зевса в Пергамі (II ст. до н. е.). Гагантоманське будівництво розгорнулося в Візантійській імперії за імператора Юстиніана.

Гігантоманією характеризувалося правління першого імператора об'єднаного Китаю, Цінь Ши Хаун-ді. Особливо визначна тут його гробниця, в якій було поховано теракотову армію.

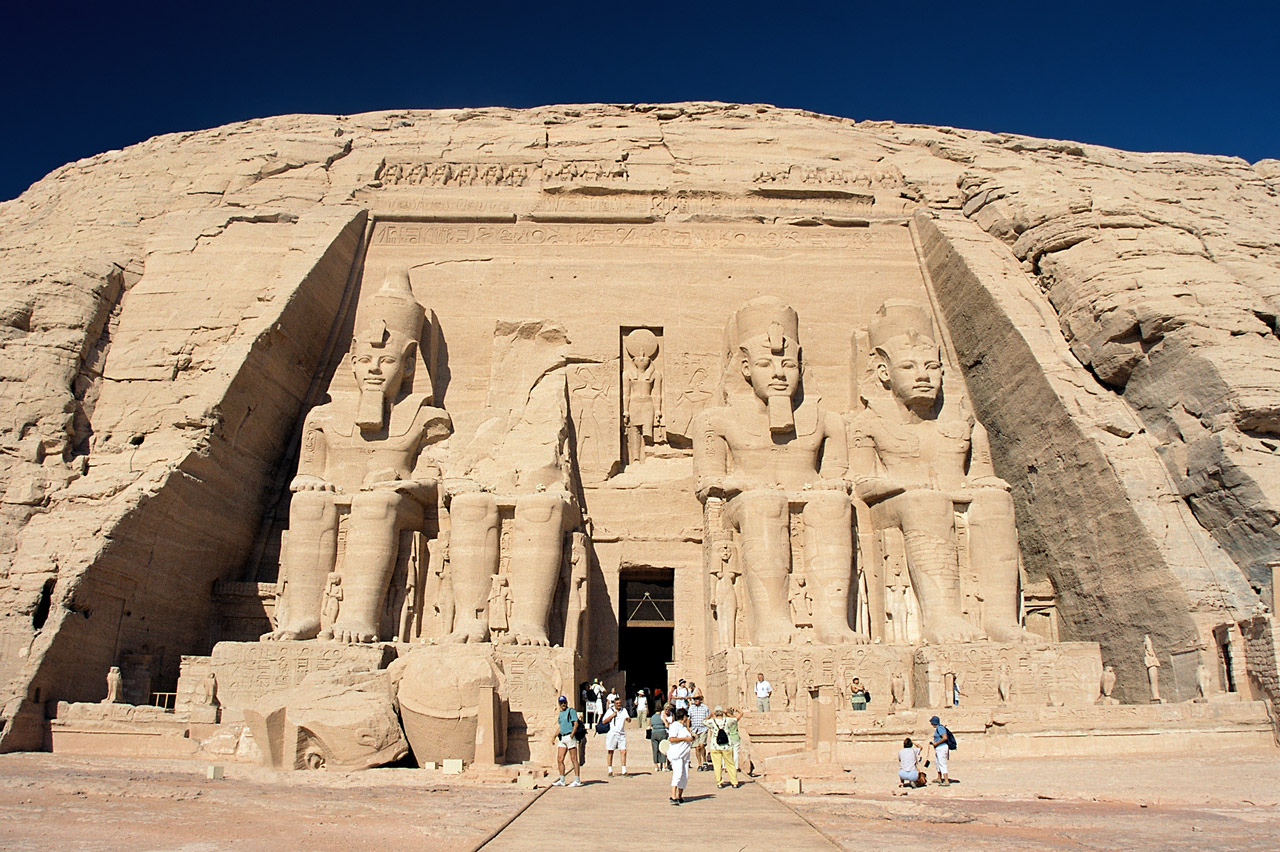
Колоси Рамсеса II
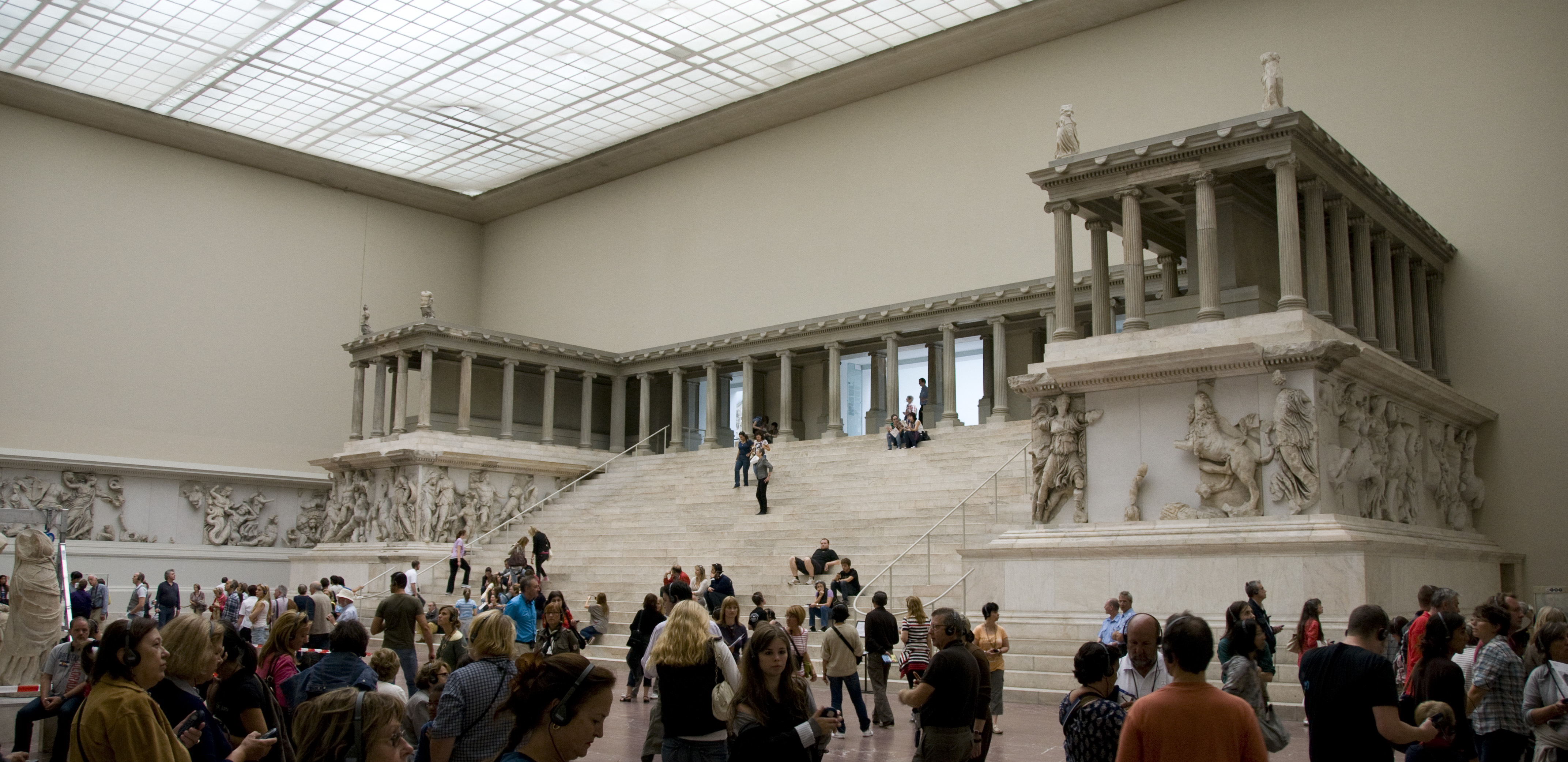
Пергамський вівтар
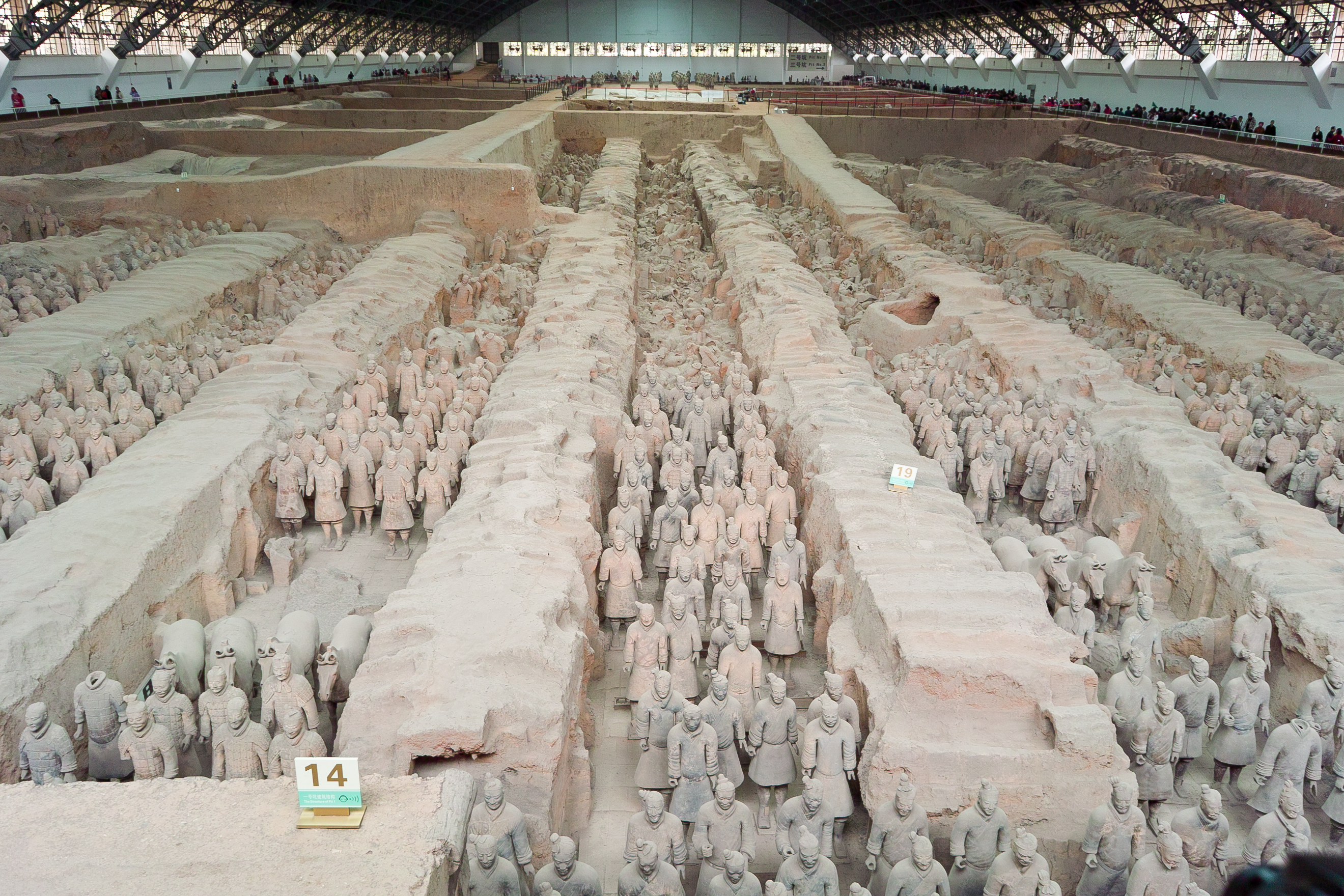
Теракотова армія
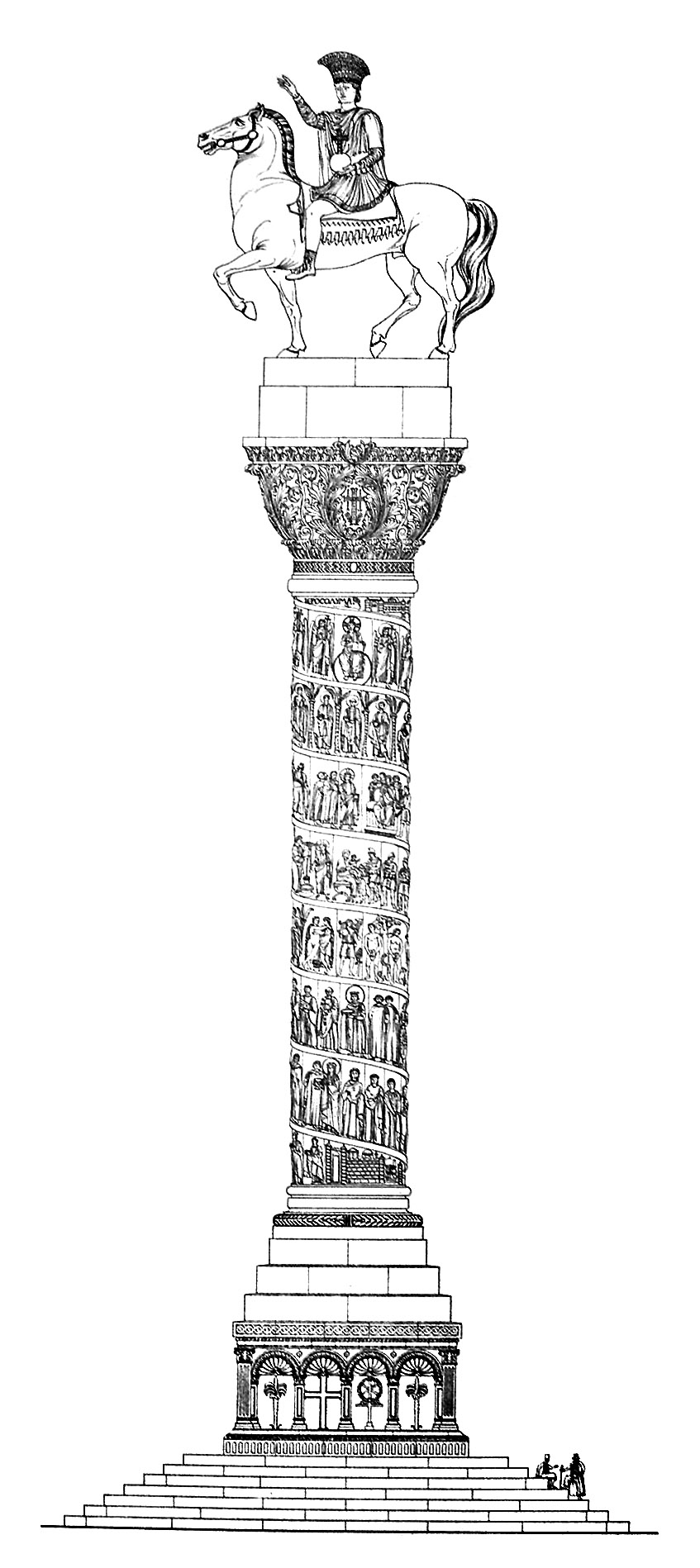
Колона Юстиніана

## В СРСР
На період історії СРСР з 1929 по 1953 роки припадає розквіт гігантоманії. Передусім вона проявлялася в підлеглих ідеології велетенських, невиправданих економічно планах збору врожаю, обсягах продукції, показовому перевиконанню планів, метою яких було справити враження зверхності соціалістичного ладу. Гігантоманія реалізовувалася також у назвах підприємств, коли маленьке удосконалення звичайних ремонтних майстерень використовували для іменування таких майстерень заводом. Прагнення досягти великих цифр у звітності сприяло експлуатації робітників, виробництву товарів, на які не було попиту, марнуванню ресурсів, що зрештою гальмувало розвиток економіки.
Проявами гігантоманії були створення нових грандіозних міст, індустріальних центрів, таких, як Магнітогорськ, Кузнєцькстрой; будівництва «сталінських висоток» у Москві та встановлення монументальних пам'ятників Леніну й Сталіну в численних населених пунктах. Грандіозній архітектурі СРСР притаманне використання неокласицизму в спотворених пропорціях. Хоча головні гігантоманські проєкти створювалися за правління Сталіна (див. також сталінський ампір), гігантоманія продовжилася і після його смерті. Її прикладом слугує монументальна скульптура «Батьківщина-мати кличе!». Радянське прагнення вражати масштабами видно в таких геоінженерних спорудах, як Біломорсько-Балтійський канал.
У машинобудуванні гігантоманія реалізовувалася в таких проєктах, як створення найбільших у своєму роді екраноплана «Лунь», вантажопідйомного вертольота Мі-12, транспортного літака Ан-225 «Мрія», підводних човнів проєкту 941 «Акула», шасі ракетної пускової установки МАЗ-7907.

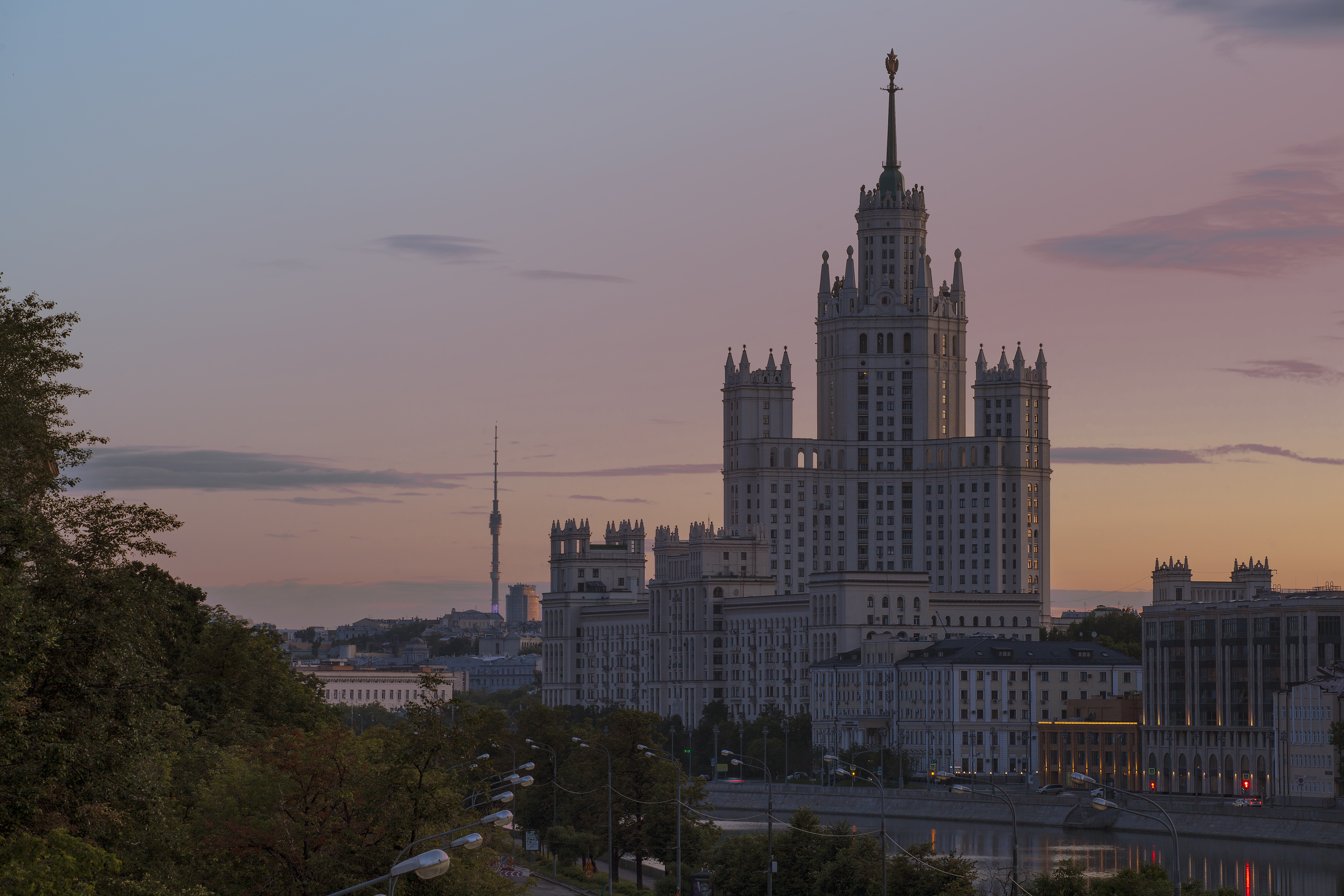
Одна зі «сталінських висоток» (житловий будинок на Котельницькій набережній)
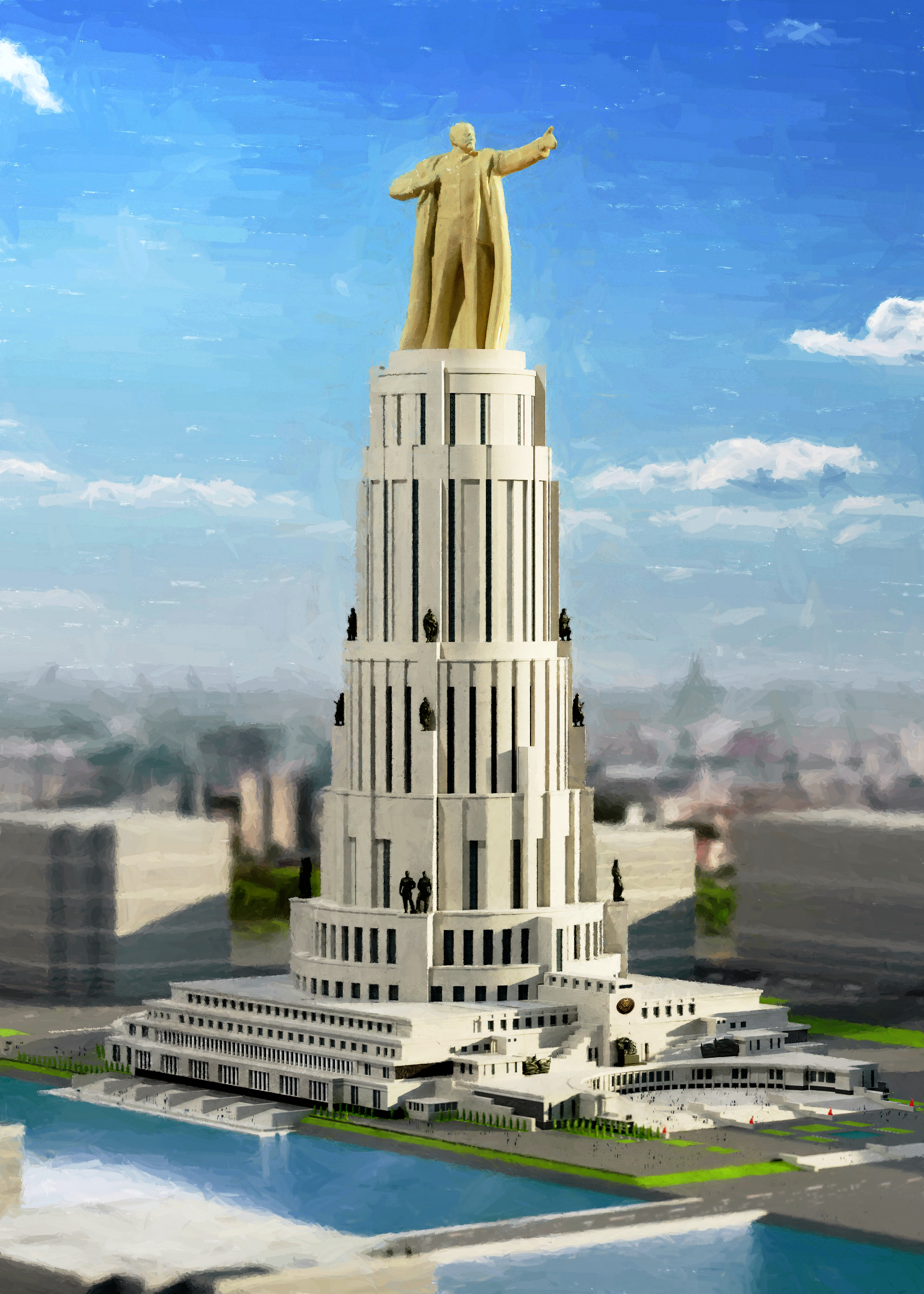
Можливий вигляд незбудованого Палацу Рад
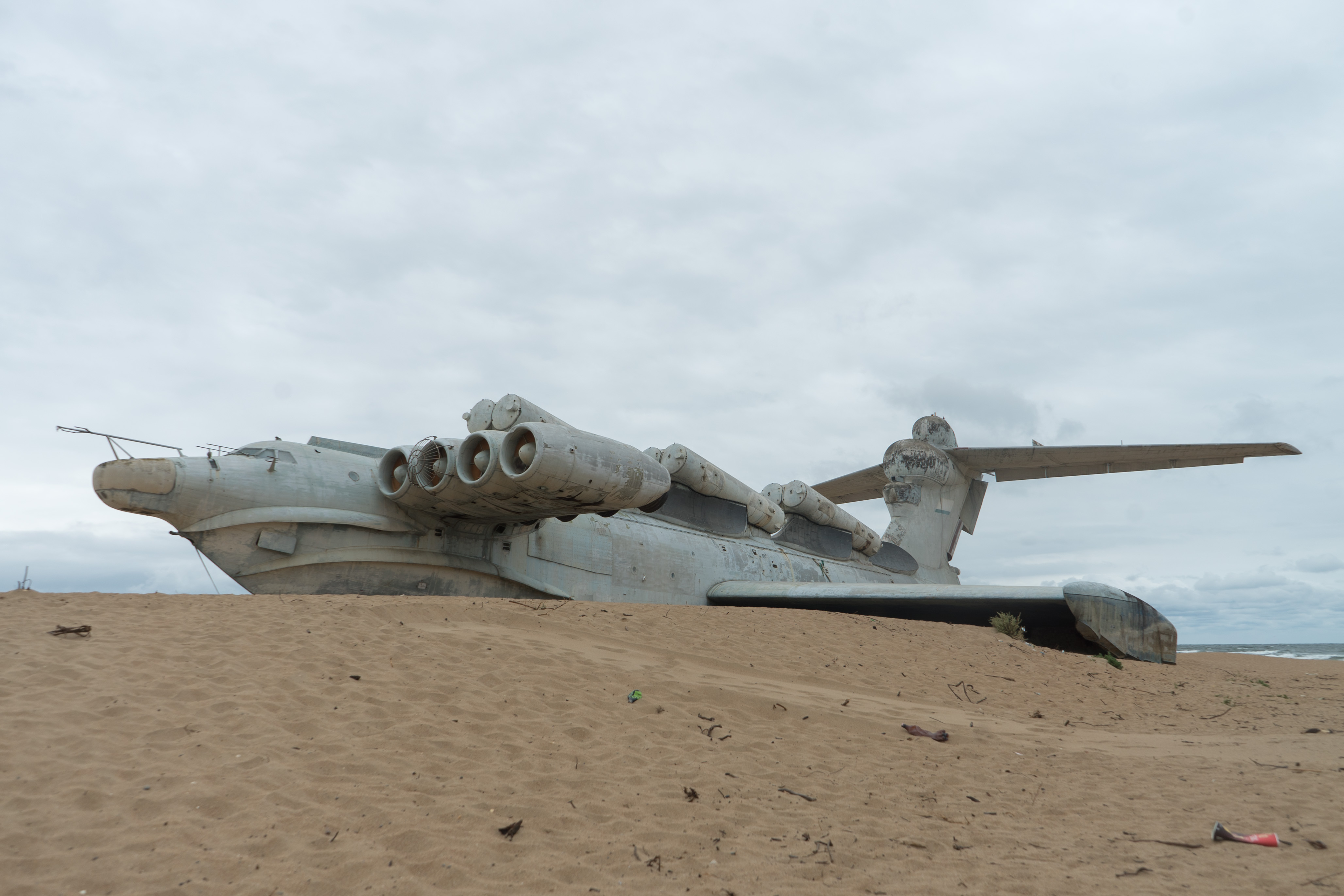
Покинутий екраноплан «Лунь»

## У нацистській Німеччині
Німецький диктатор Адольф Гітлер надзвичайно цікавився архітектурою і бажав, щоб споруди монументального масштабу відображали цінності та досягнення нацистського режиму, щоб вони вражали іноземців та наступні покоління. Він стверджував, що архітектура — це «Слово в камені» (тобто вона невіддільна від політики), і демонструє — перебуває цивілізація в піднесенні чи в занепаді. Колосальна архітектура повинна була справляти своїм масштабом враження нікчемності індивіда, та формувати його особистість відповідно до цінностей націонал-соціалізму. Ірраціональна одержимість Гітлера гігантськими розмірами й числами також проявлялася в його захопленні надважкими танками, чий розмір обмежував їхню корисність на полі бою; в геноциді євреїв.

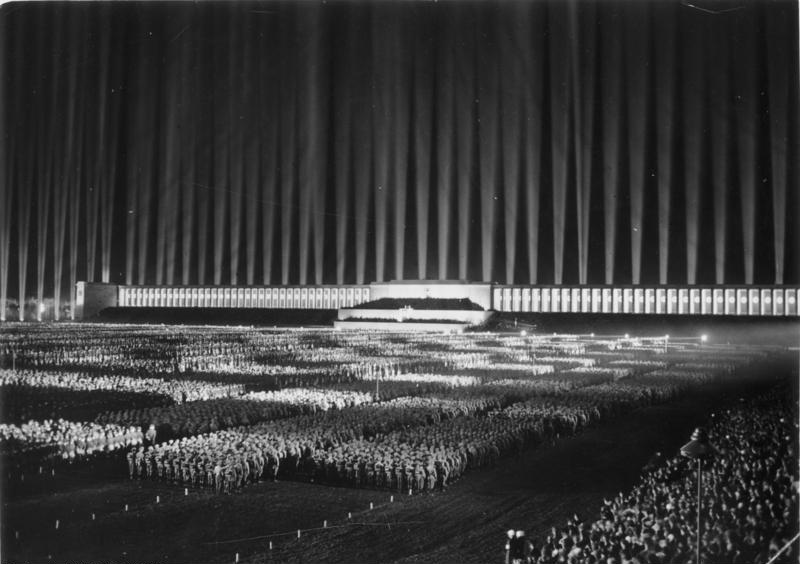
Нацистська демонстрація, 1936 р.
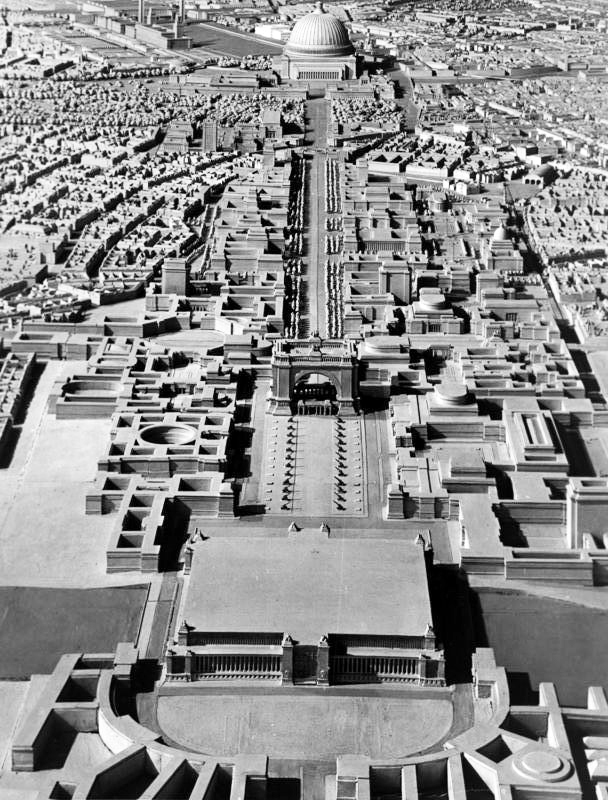
Проєкт реконструкції Берліна
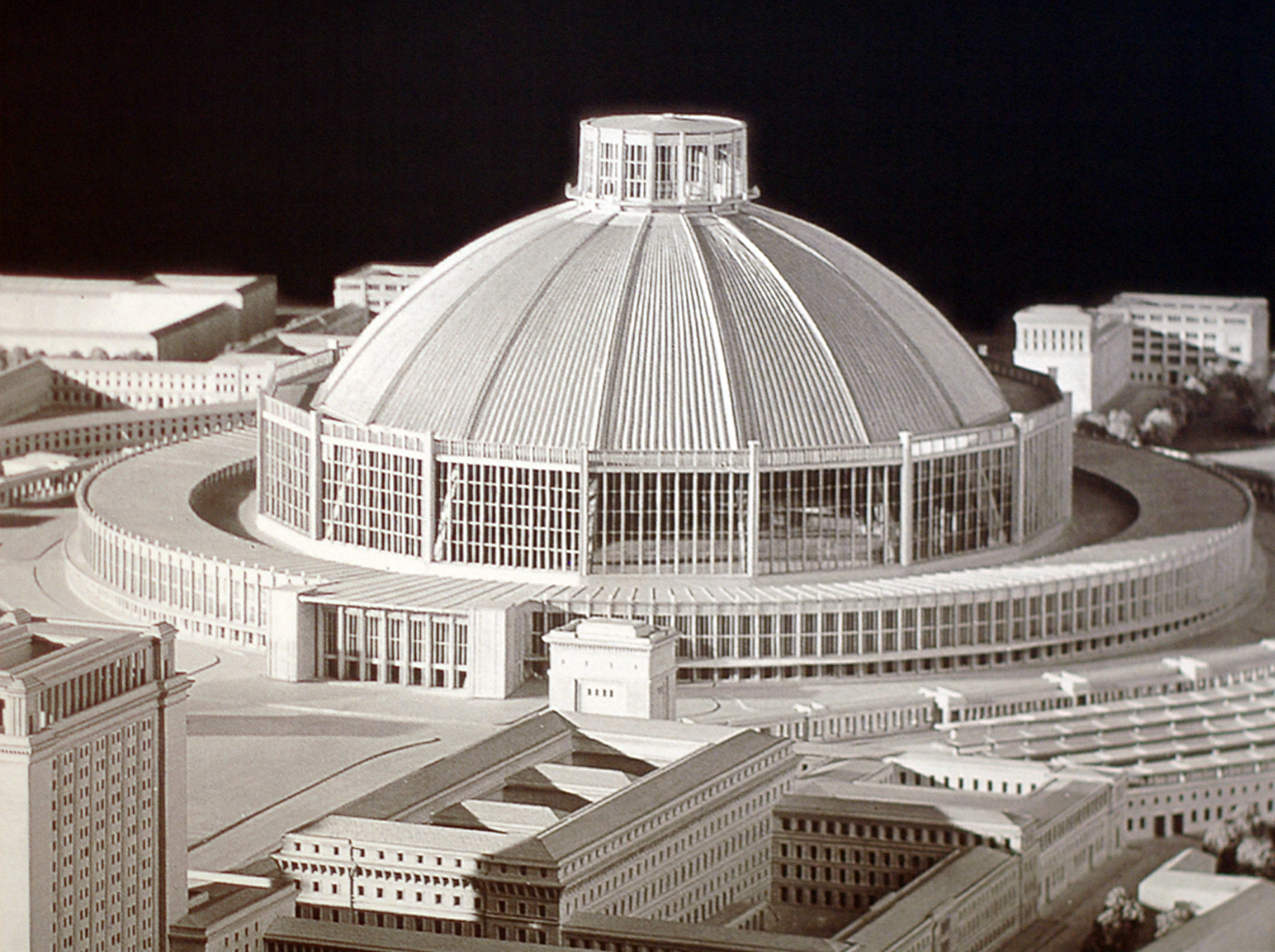
Проєкт Народного музею
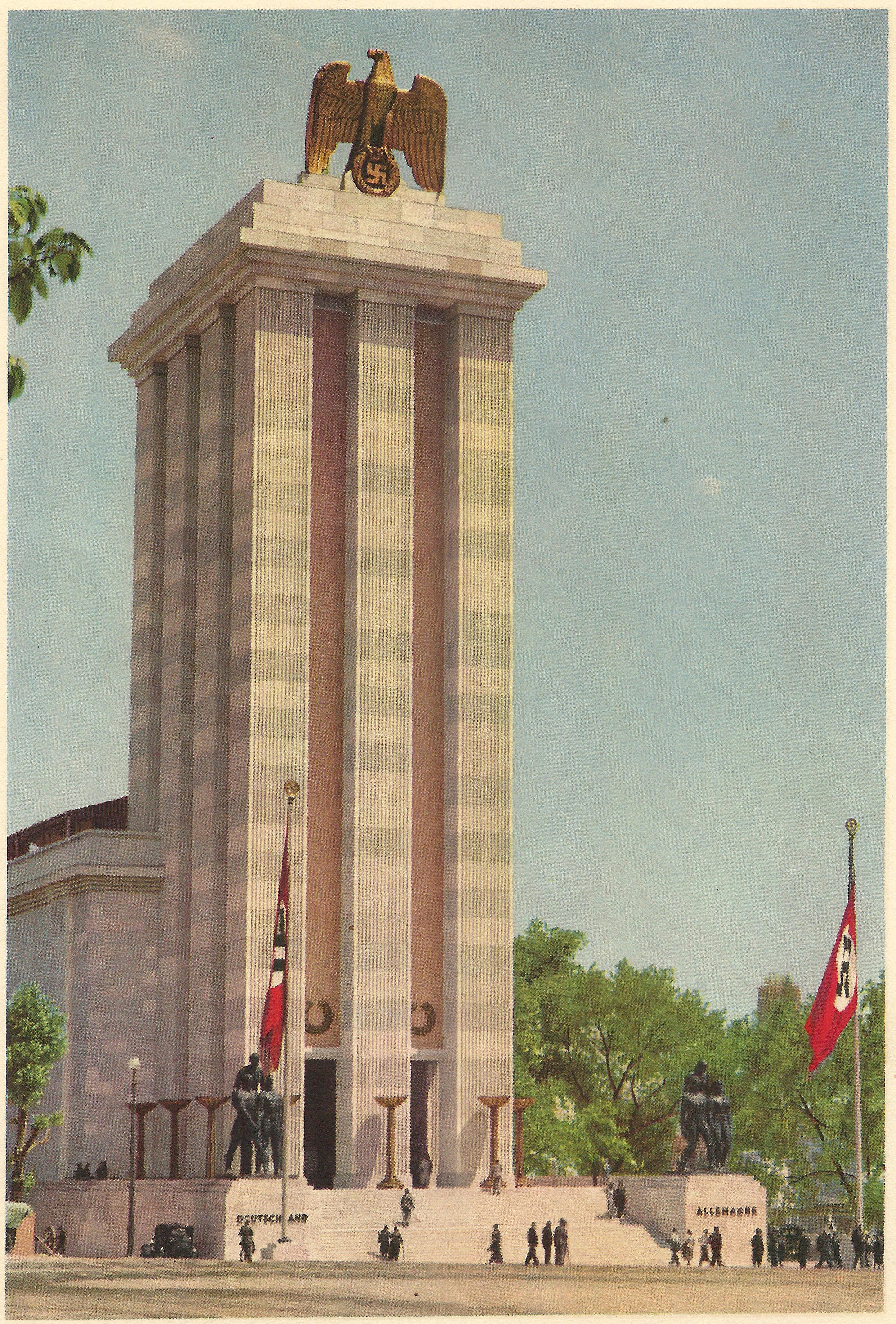
Німецький павільйон на Всесвітній виставці, 1937 р.

## Гігантоманія в сучасному світі
Як гігантоманські характеризуються проєкти зі створення транснаціонального міста Неом у Саудівській Аравії, штучного острова Пальма Джумейра в ОАЕ, аеропорт у Стамбулі, проведення Олімпійських ігор в Пекіні та Сочі, ГЕС-ГАЕС Сардар-Саровар в Індії та гребля «Три ущелини» в Китаї.

До гігантоманських машин зараховуються білоруський самоскид БелАЗ-75710, російське шасі МЗКТ-79221 для ракетного комплексу РТ-2ПМ2 «Тополь-М», російський навчальний вітрильник «Сєдов», російський роторний екскаватор КУ-800, атомні кораблі-криголами, незбудований російський екраноплан Бе-2500.

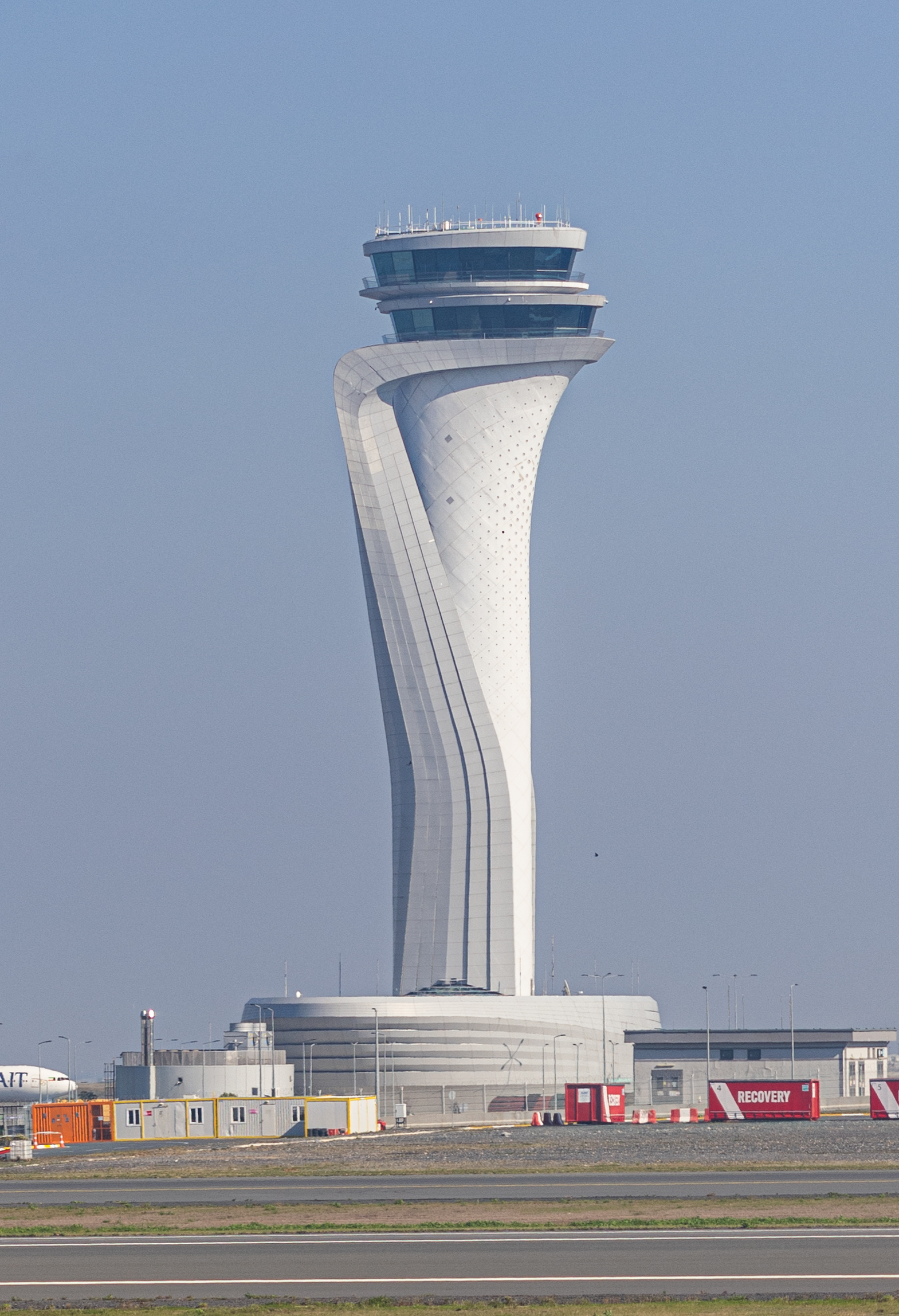
Диспетчерська вежа аеропорту «Стамбул»
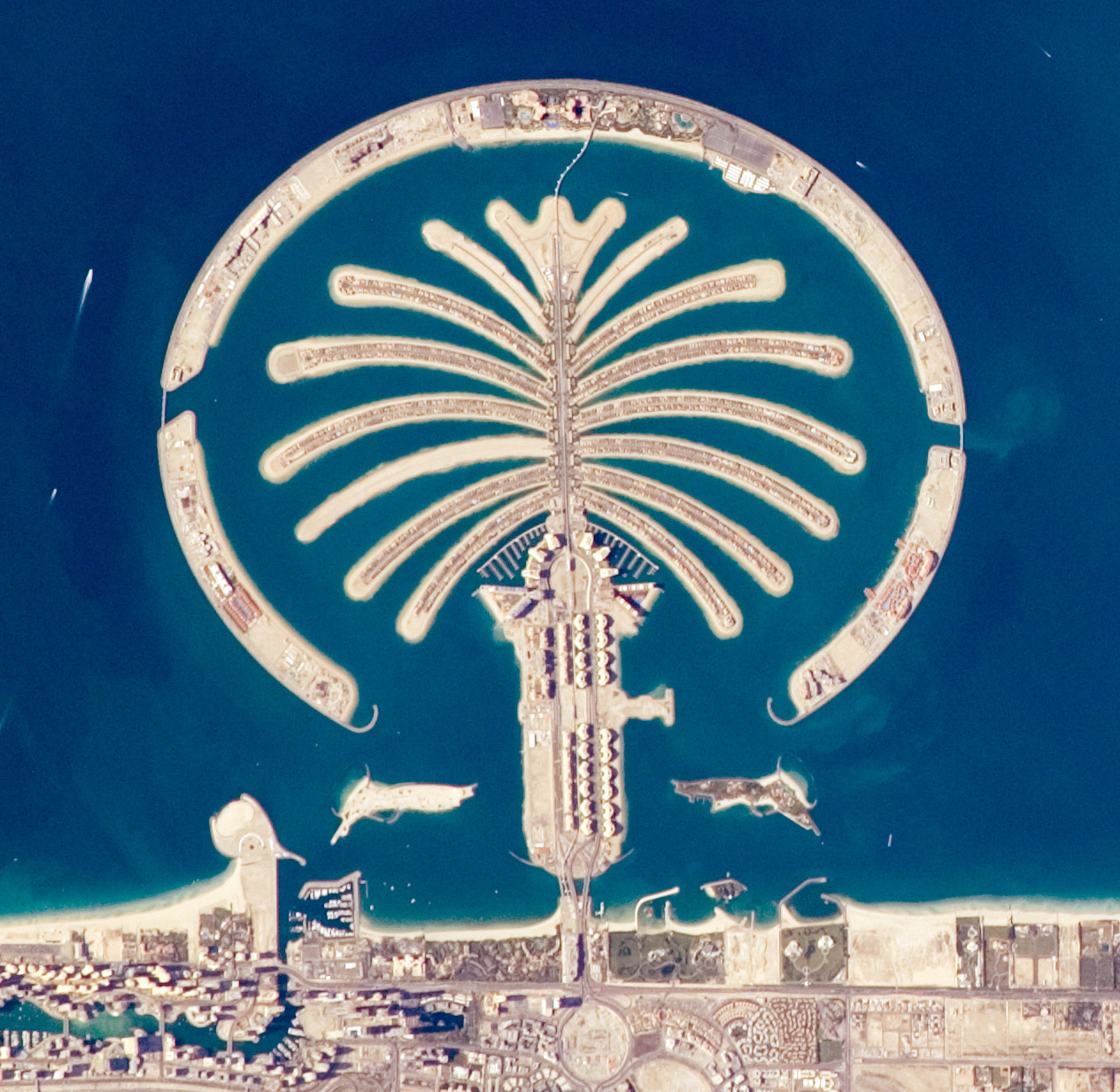
Острів Пальма Джумейра
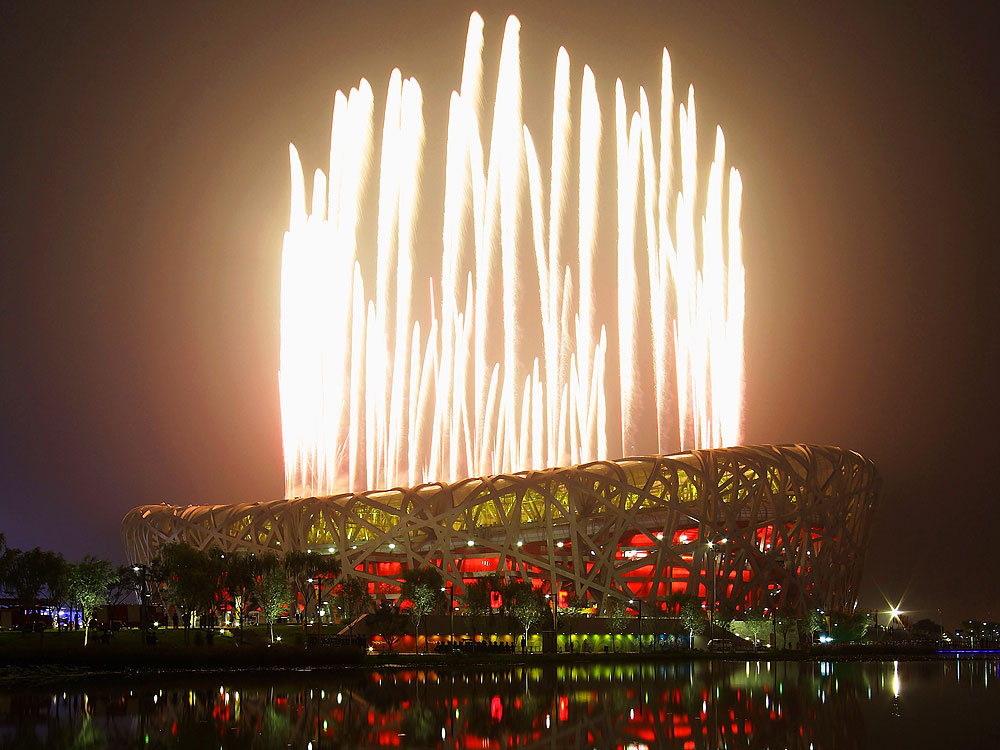
Відкриття Олімпійських ігор 2008
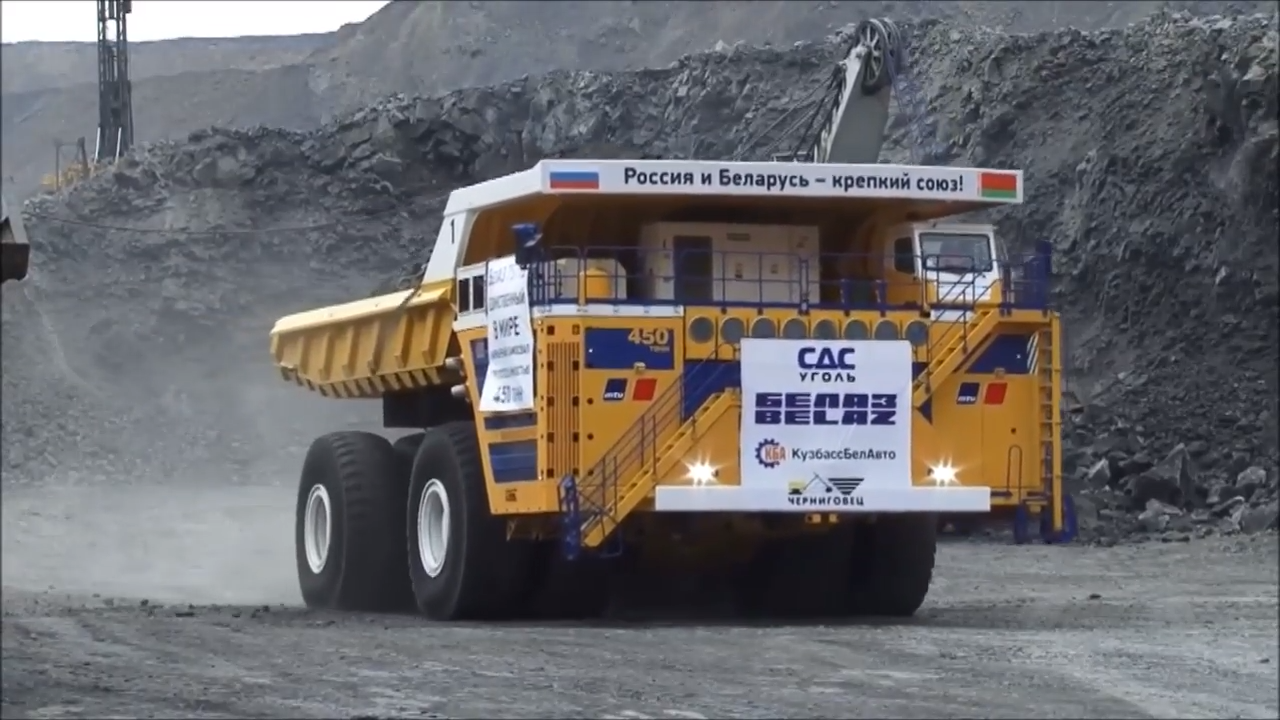
БелАЗ-75710
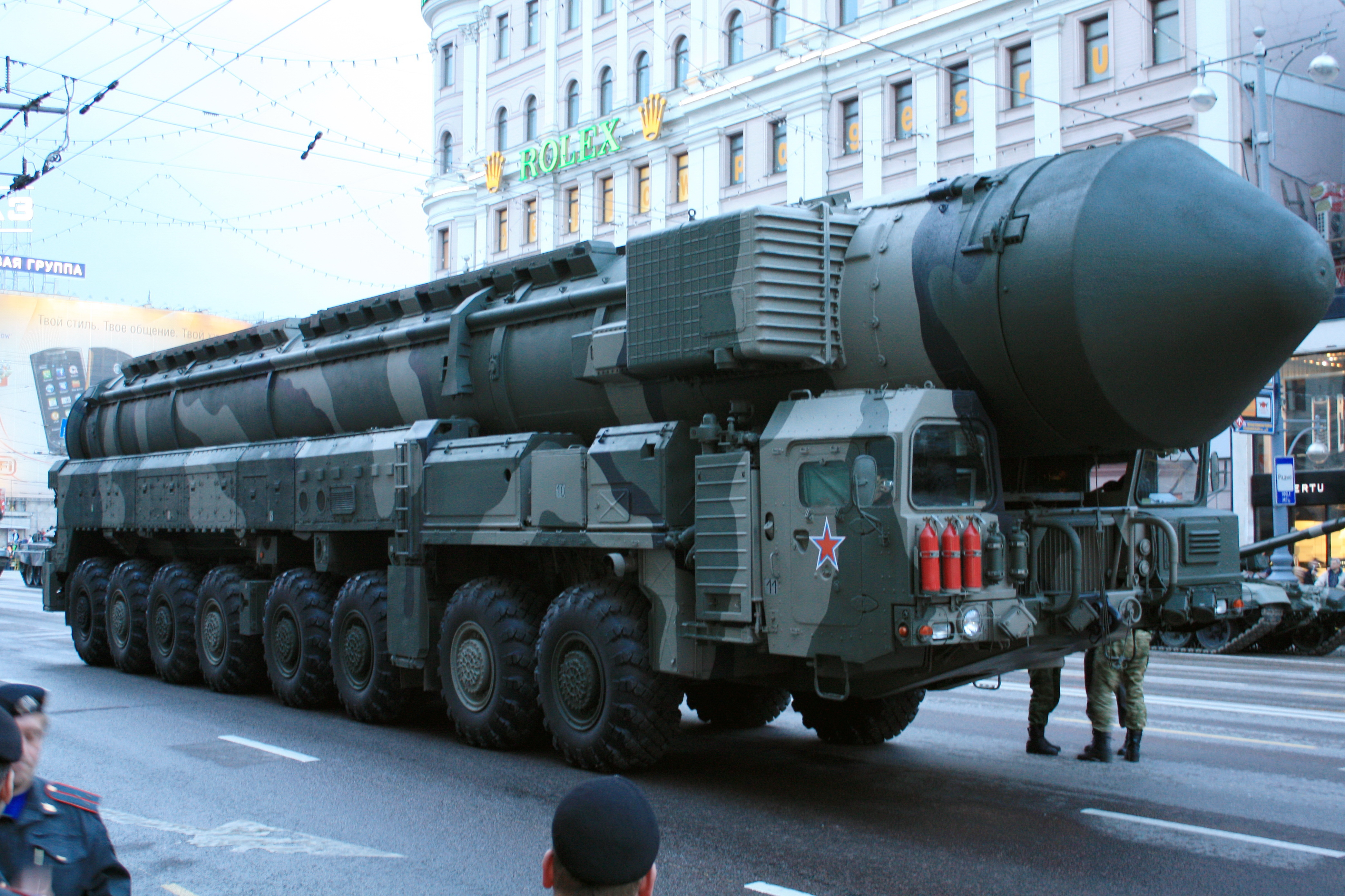
МЗКТ-79221
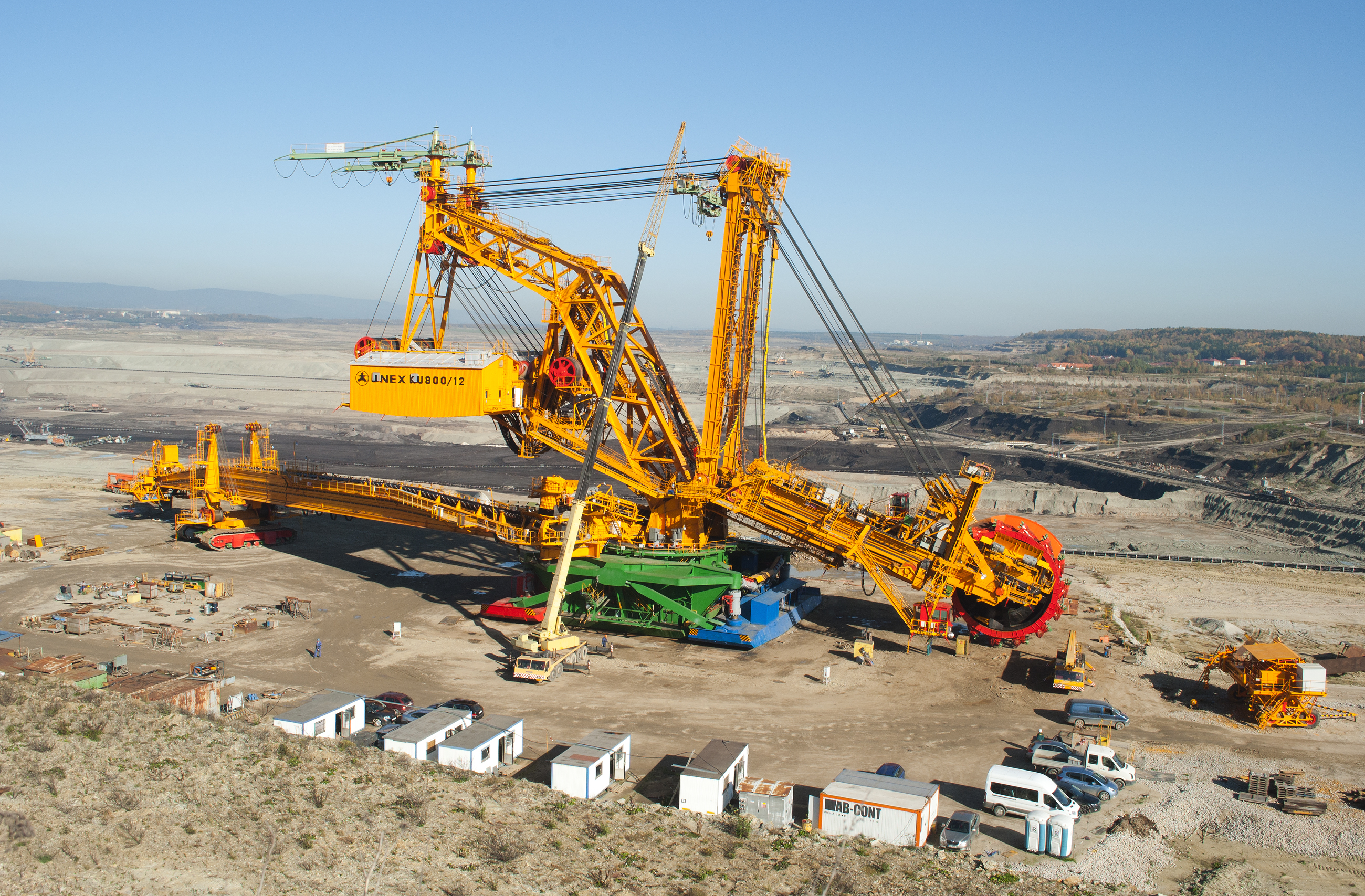
Екскаватор КУ-800
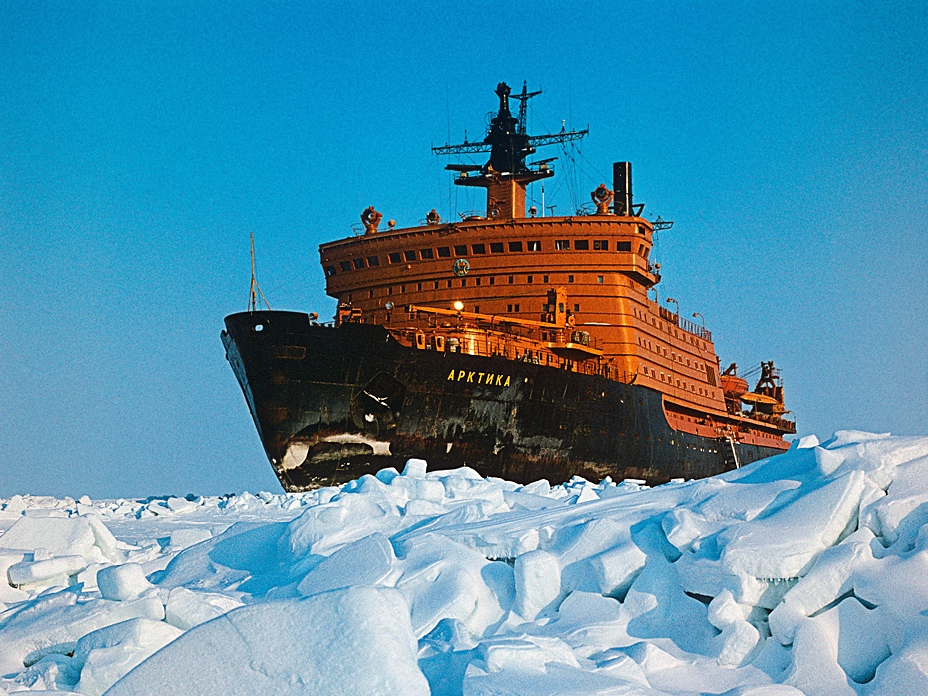
Атомний криголам «Арктика»
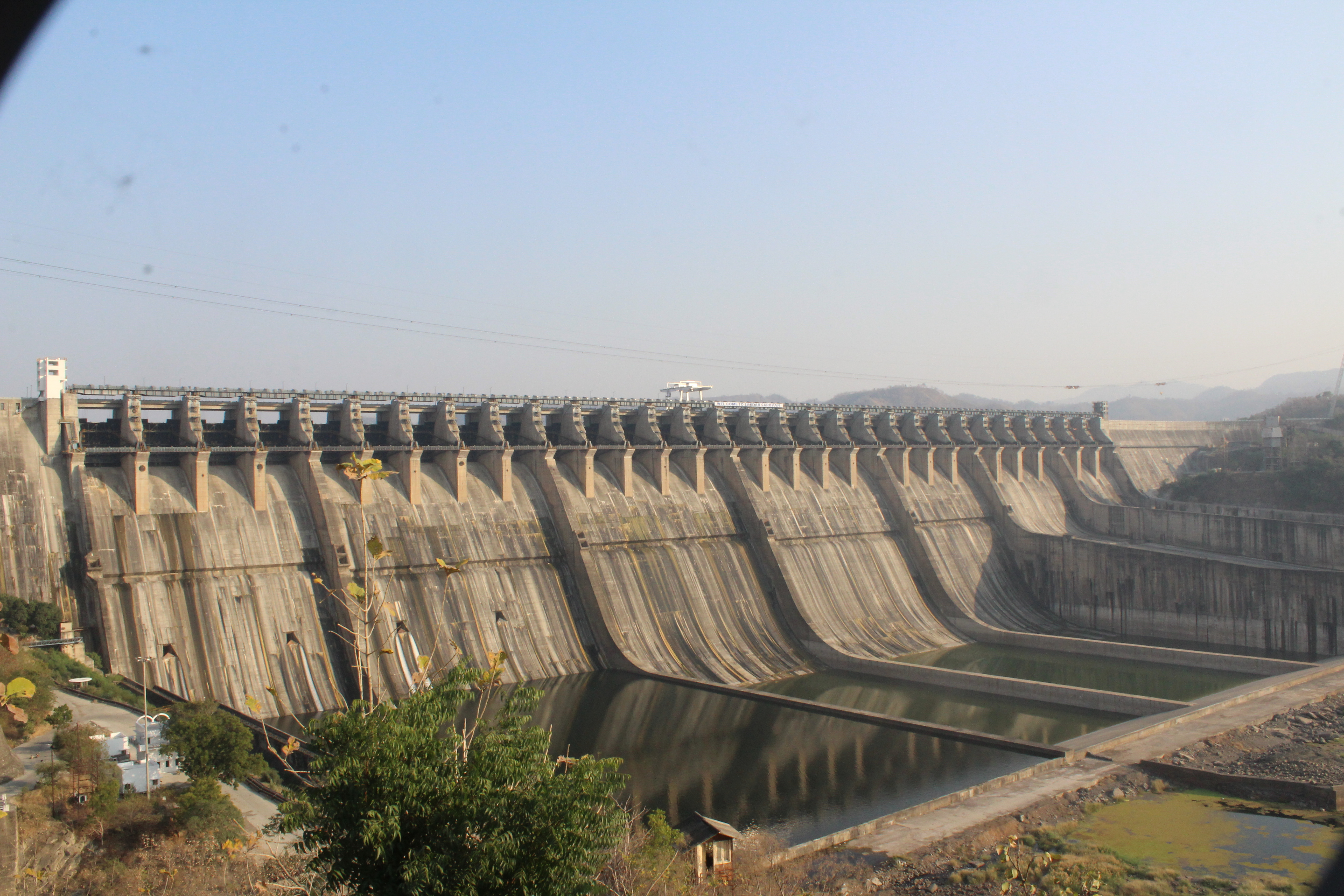
Сардар-Саровар